# Lišnice, Most
Lišnice là một làng thuộc huyện Most, vùng Ústecký, Cộng hòa Séc.